# Jorge Toro
Jorge Luis Toro Sánchez (Santiago, 1939. január 10. – El Quisco, 2024. február 16.) világbajnoki bronzérmes chilei labdarúgó, középpályás.
A chilei válogatott tagjaként részt vett az 1962-es világbajnokságon.

## Sikerei, díjai
Colo-Colo
- Chilei bajnok (1): 1960

Unión Española
- Chilei bajnok (1): 1973

Chile
- Világbajnoki bronzérmes (1): 1962